# Mellon Financial

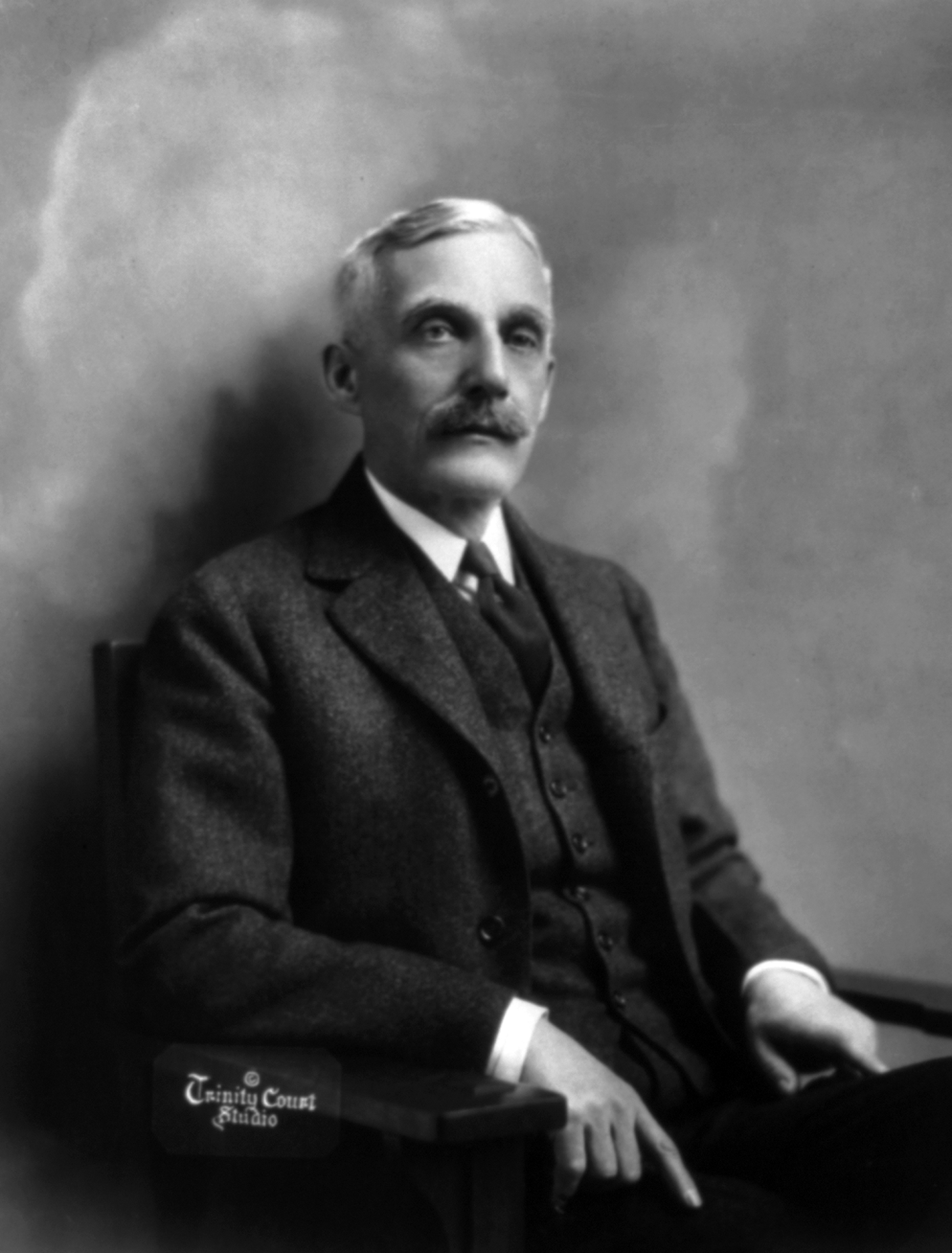
Andrew W. Mellon

Mellon Financial Corporation – jedno z największych na świecie przedsiębiorstw zajmujących się zarządzaniem finansami i inwestycjami obsługujące klientów instytucjonalnych lub najbogatsze osoby (tzw. high-net-worth individuals). Jego działalność obejmowała również bankowość inwestycyjną oraz obsługę akcjonariuszy i inwestorów. Przedsiębiorstwo zostało założone w 1869 r. w Pittsburghu, w Pensylwanii, USA. W 2007 r. połączyło się ona z Bank of New York tworząc Bank of New York Mellon Corporation.
Przedsiębiorstwo zostało założone w 1869 r. w Pittsburghu w Pensylwanii przez emerytowanego sędziego Thomasa Mellona i jego synów Andrew Mellona i Richarda Mellona jako T. Mellon & Sons’ Bank. Pod koniec XIX w. i na początku XX w. bank inwestował lub sfinansował powstanie wielu przedsiębiorstw przemysłowych, m.in. Alcoa, Westinghouse, Gulf Oil, General Motors oraz Bethlehem Steel. Gulf Oil, jak i Alcoa są według mediów finansowych uważane za najbardziej udane inwestycje finansowe T. Mellon & Sons.
W 1902 r. nazwa banku została zmieniona na Mellon National Bank. W 1946 r. przedsiębiorstwo połączyło się z, założoną przez Andrew Mellona, Union Trust Company, przyjęło nową nazwę Mellon National Bank and Trust Company, stając się pierwszym bankiem w Pittsburghu o wartości powyżej 1 mld USD. Reorganizacja z 1972 r. doprowadziła do kolejnej zmiany nazwy na Mellon Bank, N.A. oraz do powstania spółki holdingowej Mellon National Corporation.
W latach 80. i 90. Mellon przejmował kolejne banki i instytucje finansowe w Pansylwanii. W 1992 r. Mellon nabył 54 oddziały Philadelphia Savings Fund Society, pierwszego, założonego w 1819 r., banku oszczędnościowego w Stanach Zjednoczonych. W 1993 r. Mellon przejął The Boston Company od American Express i AFCO Credit Corporation od The Continental Corporation. W rok później firma Mellon połączyła się z korporacją Dreyfus.
W 1999 r. nazwa została znów zmieniona na Mellon Financial Corporation. Dwa lata później firma wyszła z rynku bankowości detalicznej sprzedając swoje aktywa i oddziały Citizens Financial Group.
4 grudnia 2006 r. Bank of New York oraz Mellon Financial Corporation ogłosiły plany fuzji obu instytucji. Dzięki połączeniu działalności Mellon w zakresie zarządzania majątkiem oraz doświadczenia BNY w zakresie obsługi aktywów i pożyczek krótkoterminowych powstało największe na świecie przedsiębiorstwo zajmujące się obsługą papierów wartościowych i jedno z największych przedsiębiorstw zajmujących się zarządzaniem aktywami. Firmy przewidywały, że przez to będą mogły zmniejszyć koszty o 700 000 USD oraz zmniejszyć zatrudnienie o 3900 osób.
Transakcja została wyceniona na 16,5 miliarda dolarów i zgodnie z jej warunkami akcjonariusze BNY otrzymali 0,9434 akcji nowej spółki za każdą posiadaną akcję BNY, podczas gdy akcjonariusze Mellon Financial otrzymali 1 akcję w nowej spółce za każdą akcję Mellon. Połączenie zakończyło się 1 lipca 2007 r. Pełna nazwa nowej spółki to The Bank of New York Mellon Corp., jednakże do większości przedsięwzięć biznesowych została wykorzystana marka BNY Mellon. Główną siedzibą nowego przedsiębiorstwa została dotychczasowa siedziba BNY przy Wall Street.